# Langport
Langport is een civil parish in het bestuurlijke gebied South Somerset, in het Engelse graafschap Somerset met 1067 inwoners.

## Geboren in Langport
- Walter Bagehot (1826-1877), zakenman, journalist en essayist

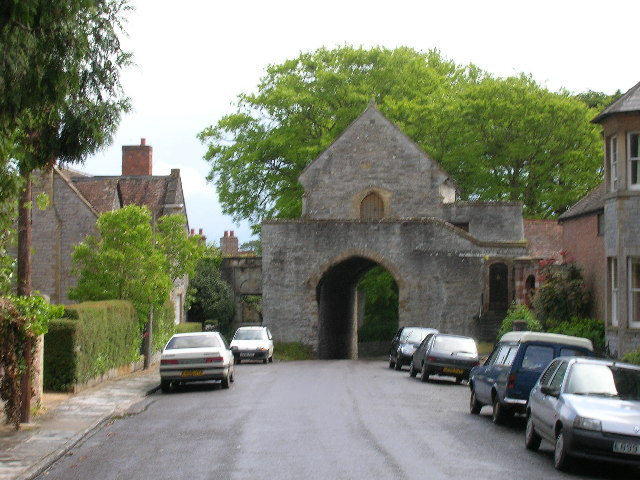
Hanging Chappel
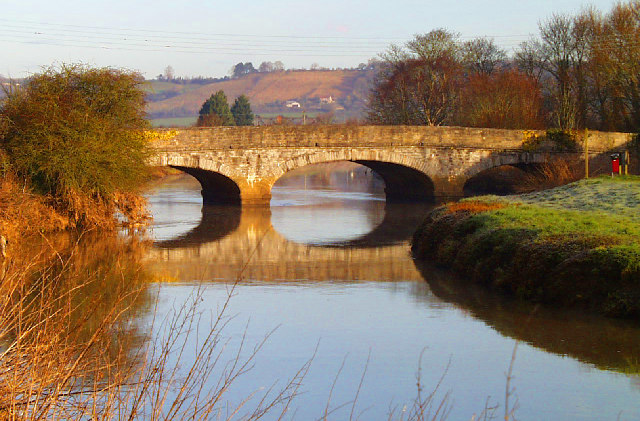
Great Bow Bridge